# Pseuderanthemum axillare
Pseuderanthemum axillare är en akantusväxtart som beskrevs av Emery Clarence Leonard. Pseuderanthemum axillare ingår i släktet Pseuderanthemum och familjen akantusväxter. Inga underarter finns listade i Catalogue of Life.